# Sd.Kfz. 7
A Sd.Kfz. 7 (Sonderkraftfahrzeug – különleges gépjármű) egy féllánctalpas katonai jármű volt, melyet a német Wehrmacht, Luftwaffe és a Waffen-SS használt a második világháború alatt.

## Története

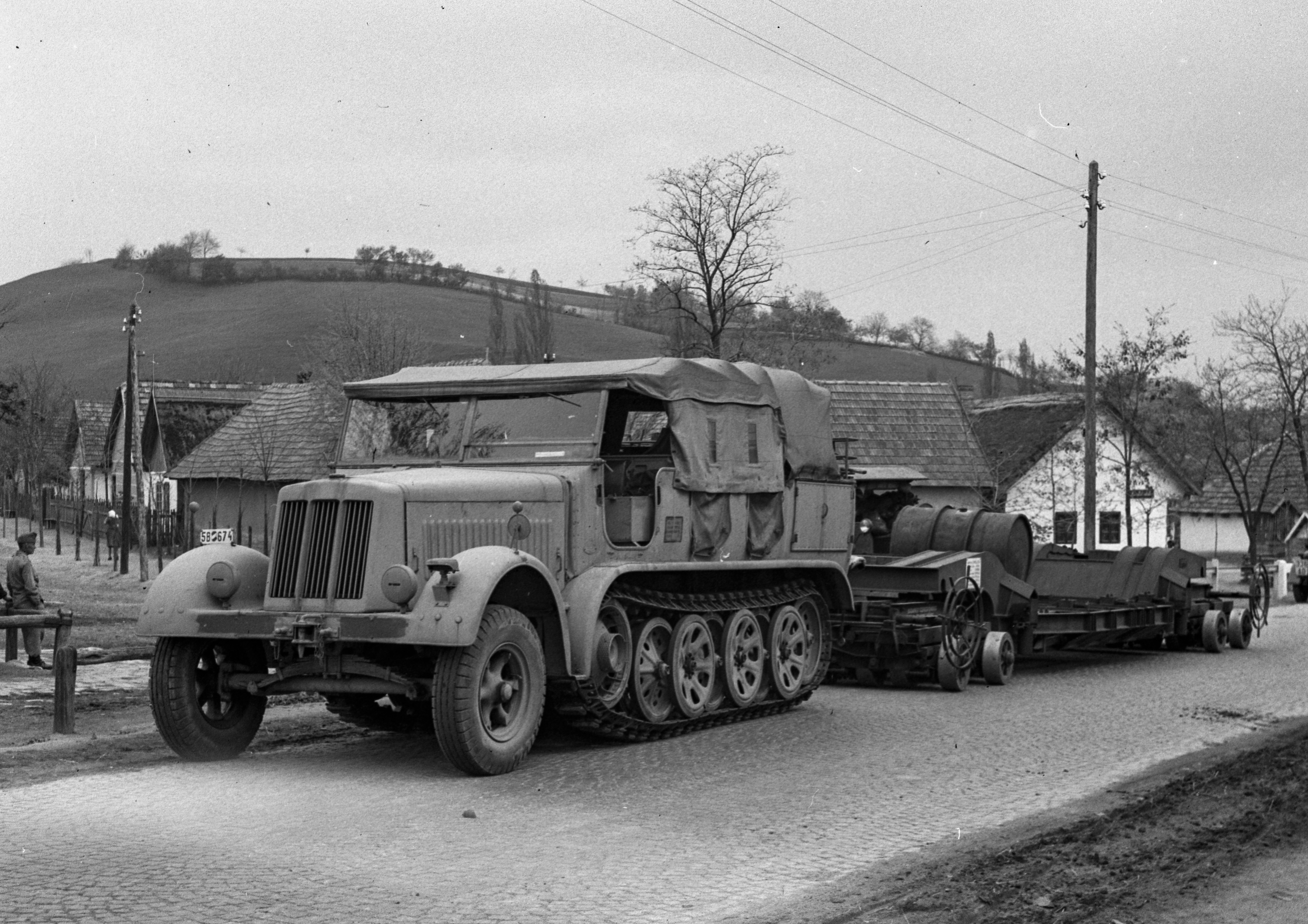
A Magyar Királyi Honvédség Sd.Kfz. 7 típusú féllánctalpas vontatója 1944-ben

Az Sd.Kfz. 7 kifejlesztése egy 1934-es kiírásra vezethető vissza, amely egy nyolc tonnás féllánctalpas jármű kifejlesztését tűzte ki célul. A jármű először 1938-ban jelent meg, fő feladatköre pedig a 8,8 cm-es FlaK légvédelmi löveg és a 15 cm-es sFH 18 tarack vontatása volt. Az Sd.Kfz. 7 járművön több önjáró légvédelmi löveg is alapult 2 cm-es és 3,7 cm-es gépágyúkkal felszerelve. Ezen kívül nagy vonóerejének köszönhetően mentő-vontató járműként is alkalmazták.
A járművön maximum 12 főnyi legénységet lehetett szállítani. A platón elhelyezett ülések alatt tárolórekeszeket alakítottak ki különféle eszközök, szerszámok tárolására. A jármű hátuljába egy zárt tárolórészt építettek, amelyben lőszert szállítottak, habár a lövegekhez egy másik lőszerszállító jármű is szükséges volt. A vontató maximum 8000 kg-nyi terhet vontathatott. Legtöbbjüket ellátták csörlővel is. A szélvédőt le lehetett hajtani a motorháztetőre, a vezetőfülke fölé pedig ponyvatetőt lehetett kifeszíteni. Egy bizonyos mennyiséget kemény tetős kivitelben is gyártottak, de ezek igen ritkák voltak. Később megjelent egy egyszerűsített típus fából készült kerettel, a lőszert a vezető mögött tárolták a löveg kezelőszemélyzete pedig hátul kapott helyet fából készült padokon.
A futómű elöl két kormányozható kerékből, hátul két lánctalpból állt, amely oldalanként 14 darab futógörgőből (melyek átlapolással fedték egymást) és egy láncmeghajtó kerékből állt, amelyet a lánctalprendszer elejében helyeztek el. A lánctalpakon a szolgálati évek során kisebb változtatásokat eszközöltek. 1943-ban a Maybach HL 62 motort (115 LE) egy Maybach HL 64 (140 LE) típusúra cserélték.
A német hadseregben általános módszer volt féllánctalpas járművek használata tüzérségi eszközök vontatására, de nem mindenhol. A teljesen kerekes járművekkel összehasonlítva a féllánctalpasokat sokkal nehezebb karbantartani, lánctalpaik gyakran elszakadnak, közúton pedig lassabbak. Terepen azonban sokkal mozgékonyabbak voltak a kerekes típusoknál.
Az Sd.Kfz. 7-est a háború végéig használták. Jelen volt az 1940-es párizsi győzelmi parádén, és látható volt szinte az összes propagandafilmben is. Habár nagy számban gyártották, sosem készült belőle annyi, hogy teljesen felszereljék vele a német erőket. A páncélos és páncélgránátos egységek tüzérségi elemei kaptak belőle, de más alakulatok általában kénytelenek voltak lovakkal vontatni lövegeiket.
A második világháború folyamán a szövetségesek is hadrendbe állítottak néhány zsákmányolt Sd.Kfz. 7-est. Olasz gyártmányú változata is készült Breda 61 néven, melyet könnyű azonosítani hosszabb motorházáról és a jobb oldalon elhelyezett kormányáról. Egy alapváltozat ára 36 000 német birodalmi márka volt.

## Változatok

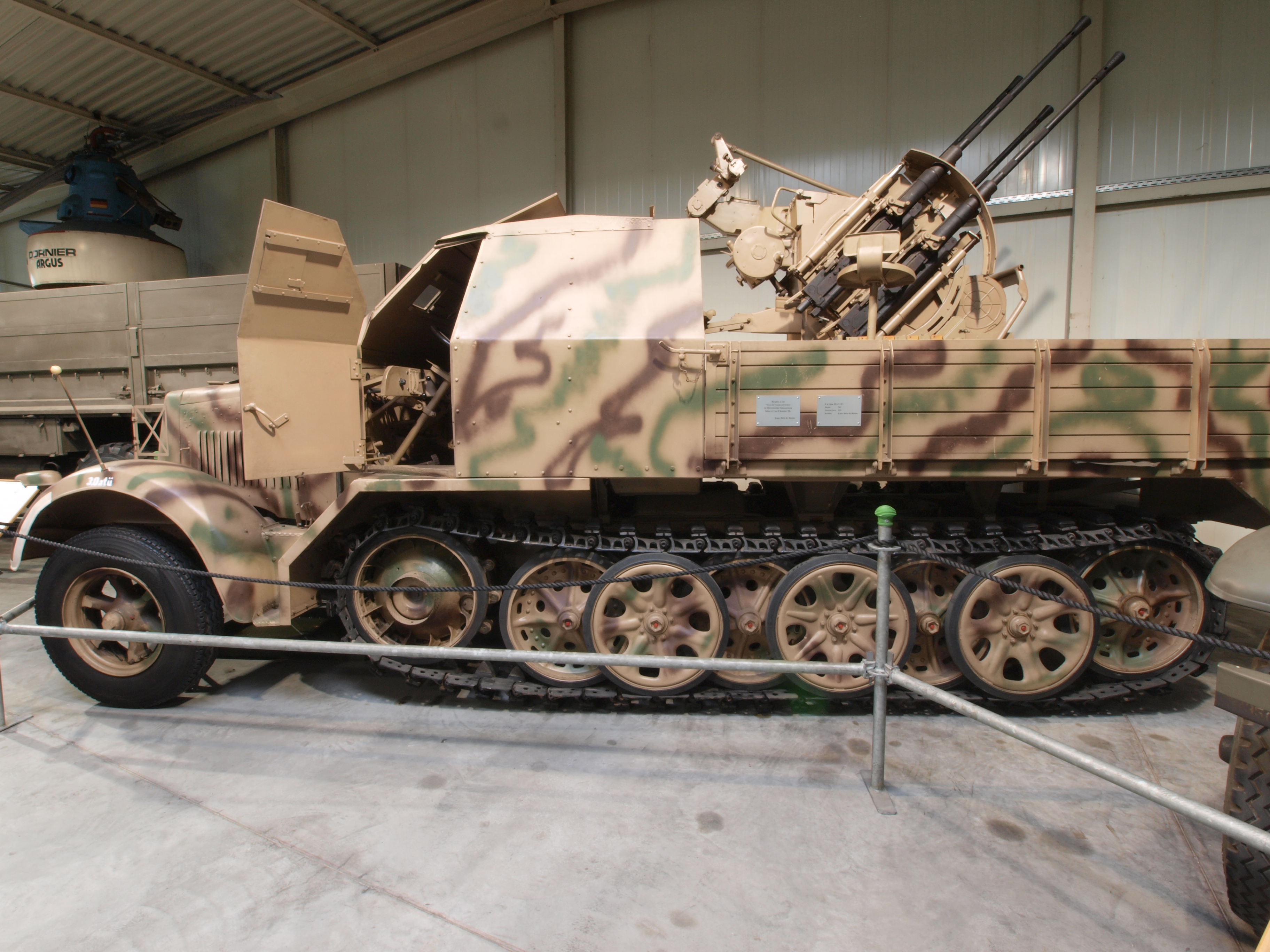
Sd.Kfz. 7/1

- Sd.Kfz. 7 – Az alap tüzérségi vontató, nyitott tetővel és egymás mögött elhelyezett üléseivel.
- Sd.Kfz. 7/1 – 2 cm Flakvierling 38 L/112.5 négycsövű légvédelmi gépágyúval felszerelt típus, melyet nyitott és páncélozott vezetőfülkével is gyártottak.
- Sd.Kfz. 7/2 – 3,7 cm FlaK 37 L/98 légvédelmi gépágyúval felszerelt változat. Ezt is gyártották nyitott és páncélozott vezetőfülkével is.
- Feuerleitpanzer auf Zugkraftwagen 8t – Megfigyelő és parancsnoki állás a V–2 rakétákhoz.

## Galéria

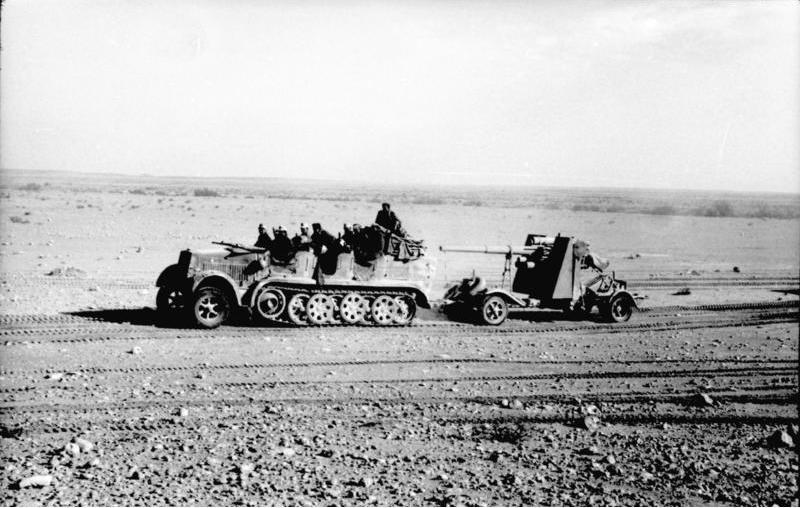
Az Afrikai Hadtestben 8,8 cm-es légvédelmi ágyút vontat a sivatagban.
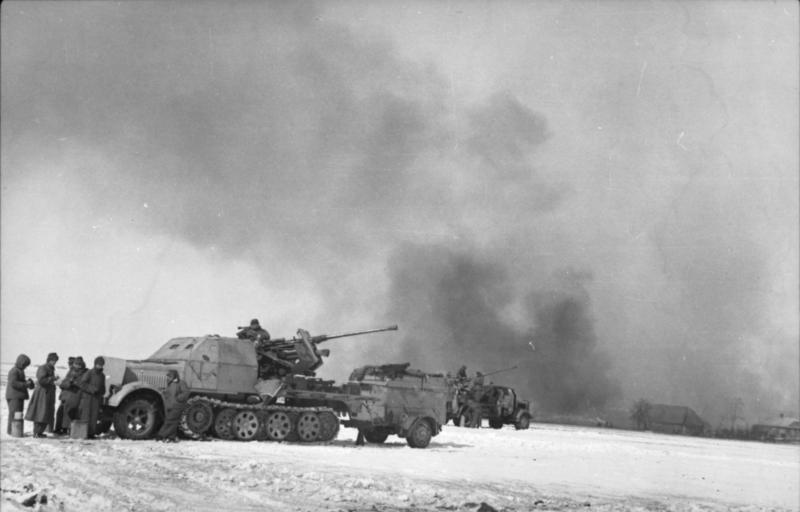
két Sd.Kfz. 7/2 könnyű légvédelmi gépágyúval felszerelve a havas orosz tájon, 1944 március.
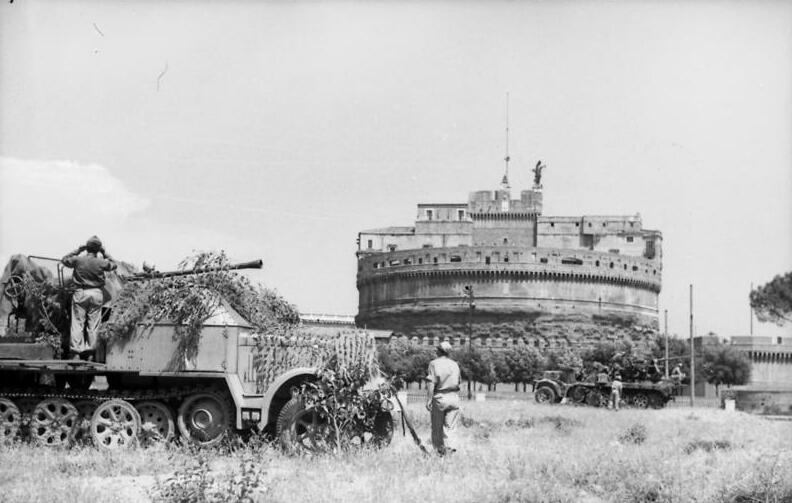
Sd.Kfz. 7/2 Róma körül 1944-ben.
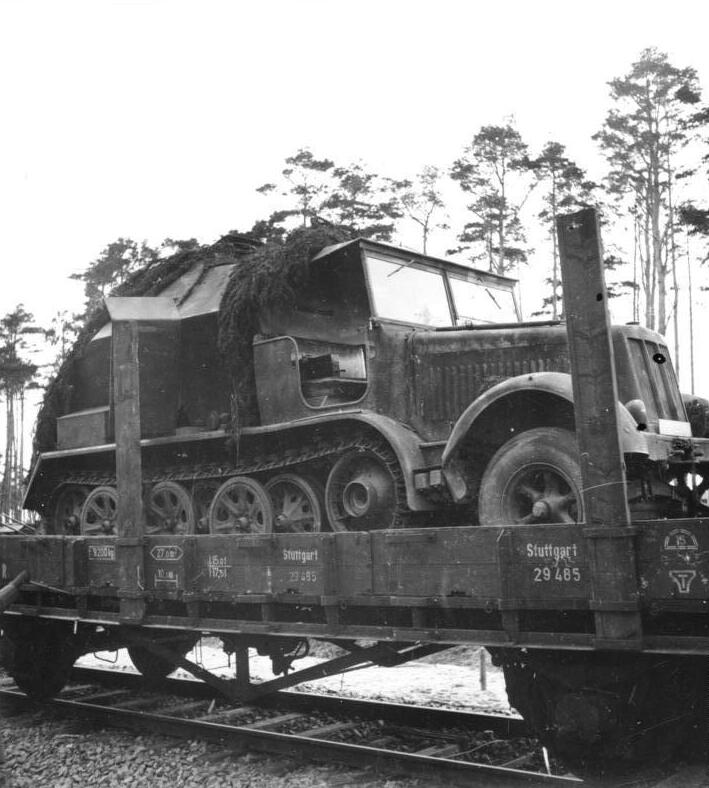
V-2 mozgó rakétaindító vezérlőközpont vontatójárműre telepített átalakított páncélozott járműve, Peenemünde

## Lásd Még
- Fiat 727
- Artilleritraktor m/43
- Unic P107

## Fordítás
- Ez a szócikk részben vagy egészben  a   Sd.Kfz. 7 című angol Wikipédia-szócikk ezen változatának fordításán alapul.  Az eredeti cikk szerkesztőit annak laptörténete sorolja fel. Ez a jelzés csupán a megfogalmazás eredetét és a szerzői jogokat jelzi, nem szolgál a cikkben szereplő információk forrásmegjelöléseként.